# (850) Altona
|  | Per a altres significats, vegeu «Altona». |

 Altona és l'asteroide número 850. Va ser descobert per l'astrònom Sergei Ivanovich Belyavsky des de l'observatori de Simeis, el 27 de març de 1916. La seva designació alternativa és 1916 S24.